# Кирик Анатолій Пилипович
Анато́лій Пили́пович Ки́рик — радянський, український кінорежисер, режисер художньої мультиплікації.

## Життєпис
Народився 10 серпня 1938 року в селі Балабанівка Оратівського району Вінницької області. Випускник школи № 11. Живе в Києві, у місцевості ДВРЗ (Дніпровський район).
1965—1974 — режисер кіностудії Довженка.
1974—1986 — режисер художньої мультиплікації студії «Київнаукфільм».

## Фільмографія
Режисер-постановник:
- 1971 — «Сталеве кільце» (короткометражний фільм кіностудії Довженка, за мотивами однойменної казки К. Паустовського)[2]

Режисер мультфільмів:
- 1977 — «Справжній ведмедик»;
- 1978 — «Паперовий змій»;
- 1979 — «Кошеня»;
- 1980 — «Фламандський хлопчик»;
- 1982 — «Журавлик»;
- 1984 — «Як було написано першого листа»;
- 1986 — «Золотий цвях».

Художник мультфільмів:
- 1975 — «Казки про машини»

Роль в кіно:
- «Акваланги на дні» (1965, епізод)